# Alexander Dmitrijewitsch Litowtschenko

Alexander Litowtschenko von Iwan Kramskoi 1878, Tretjakow-Galerie

Alexander Dmitrijewitsch Litowtschenko (russisch Александр Дмитриевич Литовченко, ukrainisch Олександр Дмитрович Литовченко Oleksandr Dmytrowytsch Lytowtschenko; * 14. Märzjul. / 26. März 1835greg. in Krementschuk, Gouvernement Poltawa, Russisches Kaiserreich; † 16. Junijul. / 28. Juni 1890greg. in Sankt Petersburg, Russisches Kaiserreich) war ein russischer Maler ukrainischer Herkunft, der sich auf Darstellungen des Russischen Zarentums des 16. und 17. Jahrhunderts spezialisiert hatte. 

## Leben
Alexander Litowtschenko kam bei Krementschuk in der heute ukrainischen Oblast Poltawa als Sohn eines ukrainischen Landarbeiters zur Welt und zeigte von Kindheit an ein seltenes Talent zu zeichnen und zu malen. Von 1855 an studierte er an der Akademie der Künste in Sankt Petersburg bei Fjodor Bruni.
Am 9. Novemberjul. / 21. November 1863greg. schloss er sich, auf Initiative von Iwan Kramskoi hin, mit den dreizehn besten Absolventen der Akademie der Weigerung an, am Wettbewerb um eine große Goldmedaille teilzunehmen und verließ zusammen mit diesen die Akademie („Aufstand der Vierzehn“, Бунт четырнадцати). Nach dem Verlassen der Akademie trat er zunächst dem Sankt Petersburger Artel der Kunstmaler (Санкт-Петербургская артель художников Sankt-Peterburgskaja artel chudoschnikow) bei und wurde nach dessen Auflösung 1876 Mitglied im Verband der Peredwischniki, wo er seine Werke von 1878 an ausstellte. 1868 erhielt er den Titel eines Akademikers der historischen Malerei.
Unter seinen Werken in Bezug auf religiöse Malerei sind St. Nikolaus auf dem Militärfriedhof von Sewastopol sowie sieben Wandgemälde in der Moskauer Christ-Erlöser-Kathedrale hervorzuheben.
Alexander Litowtschenko starb 55-jährig in Sankt Petersburg.

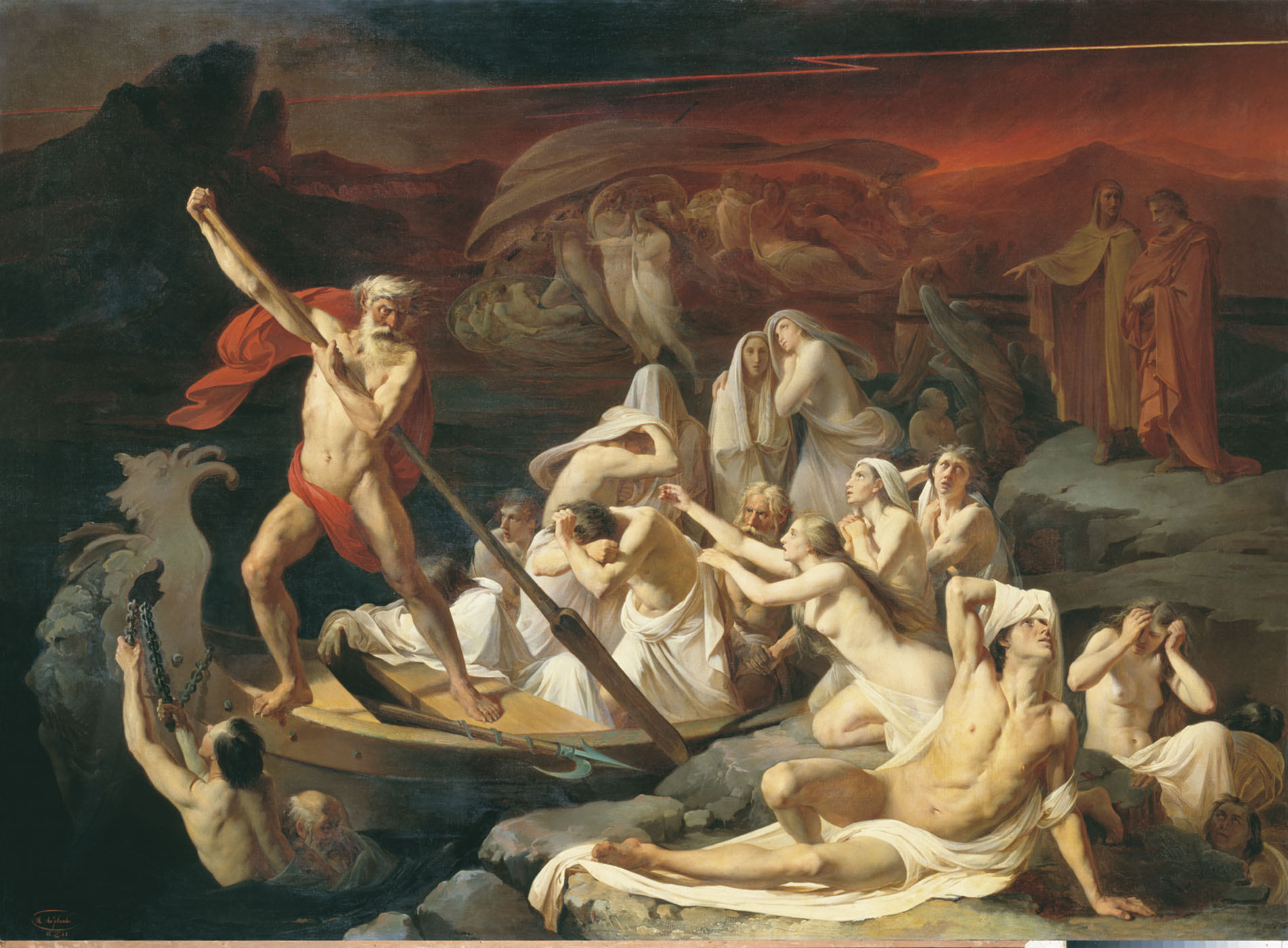
Charon fährt Seelen über den Styx; 1861, Russisches Museum
Iwan der Schreckliche zeigt dem englischen Botschafter Horsey seine Schätze; 1875,  Russisches Museum
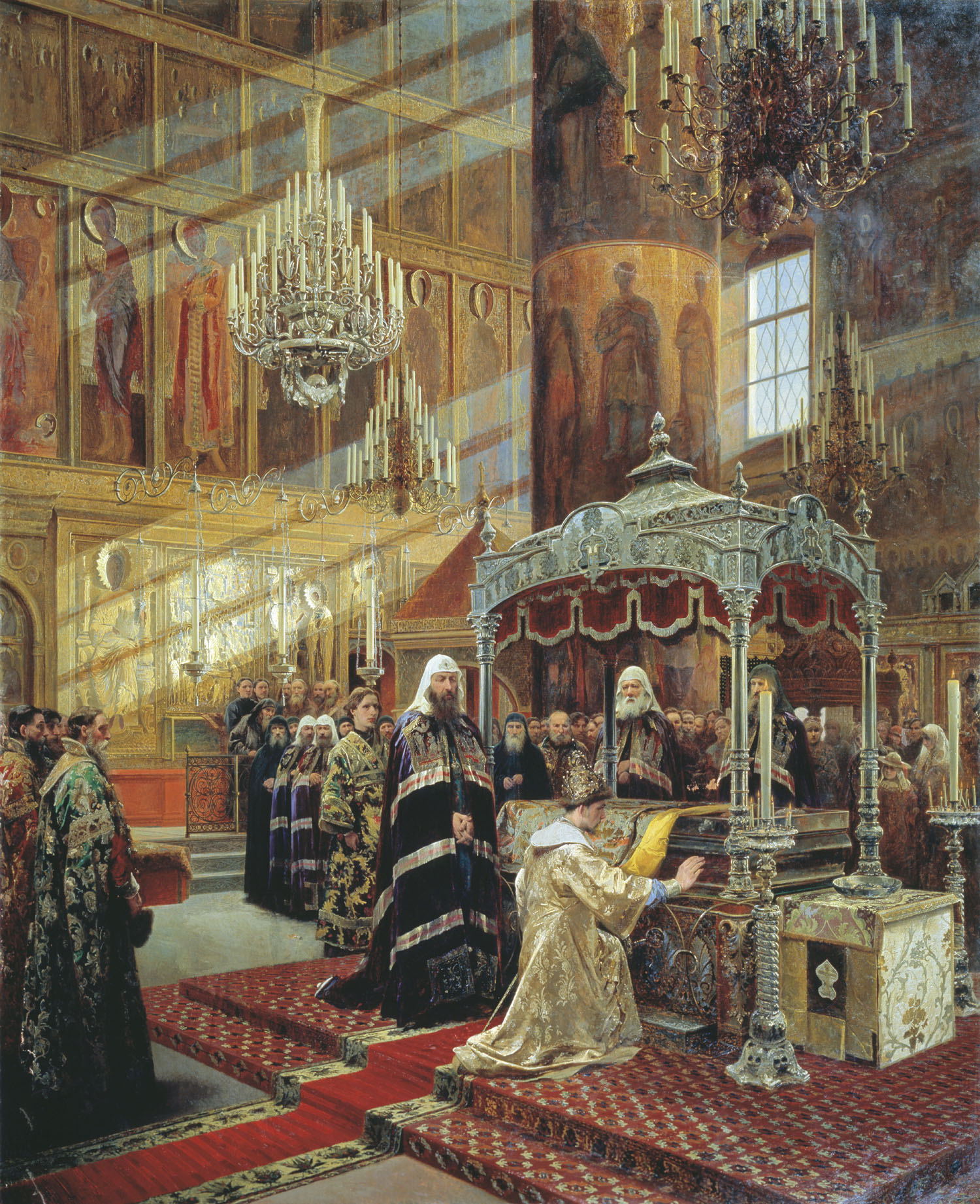
Zar Alexei Michailowitsch und Nikon am Grab von Philipp, dem Wundertäter; 1886, Tretjakow-Galerie
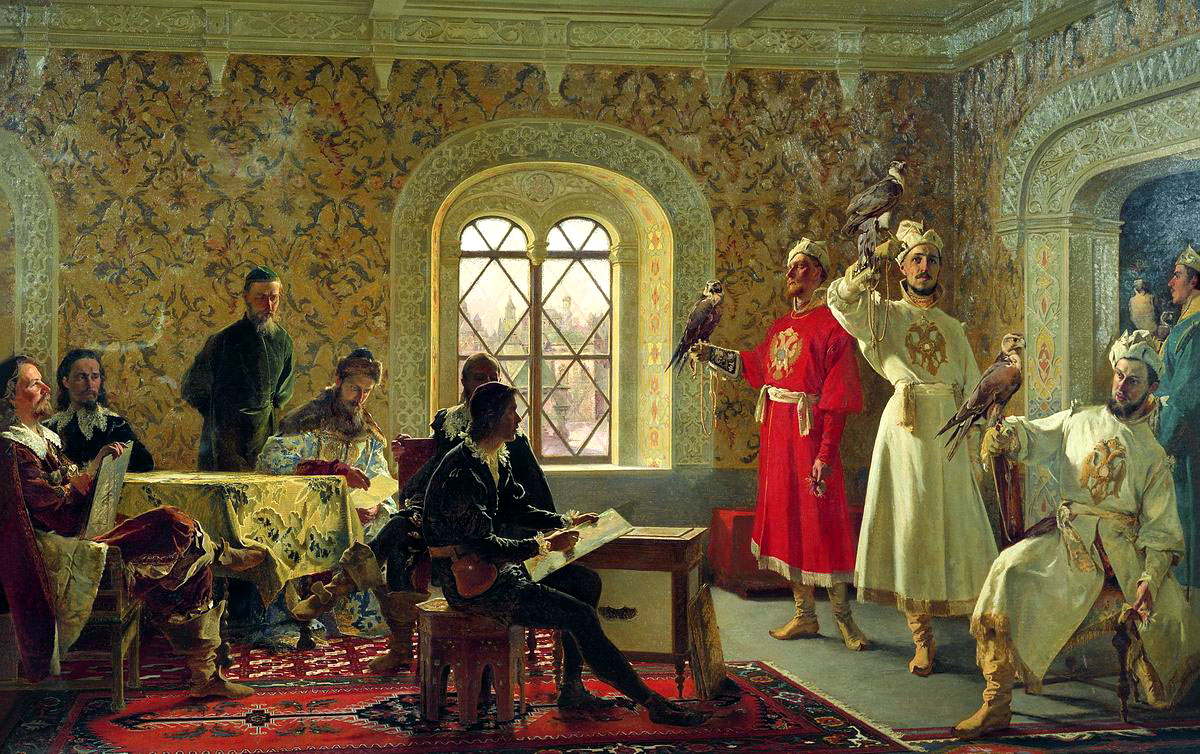
Der italienische Gesandte Calvucci führt dem Zaren Alexei Michailowitsch  Jagdfalken vor; 1889, Kunstmuseum Charkiw